# Don Juan Manuel
Titres
Grand majordome des rois de Castille et de León
Gouverneur général de la frontière d'Andalousie et du royaume de Murcie
Gouverneur général du royaume de Castille-Leon
Sénéchal de Castille
Don Juan Manuel de Castille et de Leon, né le 5 mai 1282 au château d'Escalona et mort le 13 juin 1348 à Cordoue, est le 2e seigneur d'Escalona et de Penafiel ; 1er duc et prince de Villena (très grande seigneurie reçue à la mort de son père en 1283, et fait duché et principauté le 5 mai 1292, sa mère Béatrice de Savoie étant morte en février de la même année) ; 1er duc de Peñafiel et d'Escalona ; seigneur de Cartagena, de Lorca, de Leche, de Cuellar, de Alcocer, de Salmeron, de Valdeolivas et de Almenara et d'autres biens). Membre de la haute noblesse castillane appartenant à la famille royale de Castille et de Leon, Juan Manuel fut un des plus importants écrivains du Moyen Âge. 
Fruit du mariage entre Béatrice de Savoie et l’infant Manuel de Castille (es), fils puîné du roi Ferdinand III de Castille, il était donc le petit-fils de ce dernier et le neveu du roi Alphonse X. Auteur de nombreux ouvrages narratifs et didactiques (contes, miroirs,…) au contenu politique, don Juan Manuel s'imposa également comme un membre éminemment puissant et actif de l’aristocratie du royaume de Castille, ayant eu à s’opposer à de multiples reprises à la monarchie.

## Biographie
Don Juan Manuel naît le 5 mai 1282 au château d’Escalona, dans l’actuelle province de Tolède. Fils de Manuel de Castille et de Leon, infant de Castille et de Leon, 1er seigneur de Villena, d'Escalona et de Penafiel, seigneur de Elche, de Santa Olulla, de Agreda, de Roa, de Cuellar, de Chinchilla, de Aspe et de Beas, et de sa seconde épouse, Béatrice de Savoie (fille d'Amédée IV, comte de Savoie, et de Cécile des Baux (de la Maison des vicomtes de Marseille). Son sang royal, et ses talents de guerrier et de politique lui permirent d’obtenir le titre d’Adelantado Mayor de la Frontera dans le royaume de Murcie (c’est-à-dire de plus haut représentant du roi dans ce royaume, sous souveraineté castillane). Souhaitant tirer profit de cette fonction, il s’attacha à user de moyens de pression vis-à-vis des monarques, notamment en s’alliant régulièrement au roi d’Aragon.
Don Juan Manuel a toujours considéré la lignée de son grand-père comme légitime sur le trône de Castille, et s’est donc perpétuellement montré critique envers les descendants du roi Sanche IV, perçus comme des usurpateurs. Il participa activement aux conflits internes qui agitèrent les minorités des rois Ferdinand IV et Alphonse XI, roi dont il deviendra le plus farouche adversaire, après avoir assuré la régence de 1319 à 1325.
Lorsque, en 1325, Alphonse XI monte enfin sur le trône, don Juan Manuel est rapidement écarté de la sphère royale, et se réfugie dans son château de Peñafiel, d'où il dirige ses terres, vastes et riches, qui lui confèrent un certain prestige parmi la haute noblesse du royaume. Constamment en lutte contre l’autorité monarchique, il profite de la moindre occasion pour se rebeller. Cependant, le caractère autoritaire du roi Alphonse XI, et son engagement sans faille au service de la défense de l’institution monarchique vont peu à peu réduire les ambitions de don Juan Manuel, qui finira par se soumettre au roi, peu avant sa mort en 1348.
Don Juan Manuel fut grand majordome (es) des rois de Castille et de León, Ferdinand IV et Alphonse XI, gouverneur général (Adelantado Mayor) de la frontière d'Andalousie, et du royaume de Murcie (devenu province de Murcie), gouverneur général du royaume de Castille-Leon, sénéchal de Castille.

## Mariages et descendance
Don Juan Manuel contracte une première union le 29 novembre 1299 à Perpignan, avec Isabelle de Majorque (es) (c. 1280-Alicante-octobre 1301), fille de Jacques d'Aragon, infant d'Aragon, puis roi Jacques II de Majorque, comte de Roussillon et de Cerdagne, et seigneur de Montpellier, et d'Esclarmonde de Foix). Isabelle meurt en 1301 et le couple n'a pas d'enfants
Juan Manuel se remarie le 2 avril 1312 à Jativa (Royaume de Valence) avec Constance d'Aragon (es), infante d'Aragon (1300-1327), fille de Jacques II d'Aragon, roi de Sicile, puis roi d'Aragon et de Valence, comte de Barcelone, et de sa seconde épouse, Blanche d'Anjou, princesse royale d'Anjou-Naples (fille de Charles II d'Anjou, roi de Naples, de Jérusalem, comte d'Anjou, du Maine, de Provence, et de Forcalquier, Prince de Salerne, et de Marie de Hongrie, princesse royale de Hongrie. De cette union naissent :
- Constance Manuel de Villena, dite parfois Constance de Penafiel, (1323-1345), mariée une 1re fois en 1325 à Valladolid à Alphonse XI, roi de Castille et de Leon. L'union, non consommée, sera annulée et Constance épousera en 1336 Pierre du Portugal.
- Béatrice Manuel de Castille, née en 1317 ou 1318 et décédée à la naissance ou en bas âge.

Juan Manuel épouse en troisièmes noces vers 1329, Blanche de la Cerda (es) (vers 1311-1347), fille de Ferdinand II de la Cerda (es), infant de Castille et de Leon, dit de La Cerda, 1er seigneur de Lara de sa famille, par mariage avec Juana Núñez de Lara (es), dite Le Papillon. Le couple donne naissance à :
- Fernando Manuel de Castille (né vers 1330-1335, décédé en 1350), dit parfois Ferdinand de Villena, 3e seigneur de Villena, de Escalona et de Peñafiel, seigneur de Cartagena, de Lorca et de Elche, gouverneur (Adelantado Mayor) du royaume de Murcie, devenu Province de Murcie. Fernando épouse le 24 janvier 1346, à Castellon, Ampurias, Juana d'Aragon (naissance à Ampurias en Siicile-1395 Tolède ; es), fille de Raymond Bérenger d'Aragon, Infant d'Aragon, comte de Prades et d'Ampurias, et de Blanche d'Anjou-Sicile/Naples. Le couple donne naissance à une fille unique : Blanche Manuel de Villena (1348-1361), 4e Dame de Villena, d'Escalona et de Penafiel...morte célibataire et sans descendance.
- Jeanne Manuel de Villena (1339-27 mars 1381), dernière représentante de la Maison de Bourgogne-Ivrée, 5e Dame de Villena, d'Escalona et de Penafiel ; Dame de Lara et de Biscaye (1370) (1333/39-12 mai 1381 à Salamanque, et inhumée en la Cathédrale de Tolède), épouse le 27 juillet 1350, Henri (Enrique), bâtard de Castille et de Leon, comte de Trastamare, puis roi Henri II de Castille et de Leon.
- hors mariage (maîtresse), Inès de Castañeda y Ceballos, dont :
- Sancho Manuel de Villena y Castañeda, seigneur de Carcelen, et de Montealegre (1314-1347), Ricohombre de Castille, Gouverneur général (Adelantado Mayor) du royaume de Murcie, devenu Province de Murcie, et Alcaide de Lorca. Epouse, Leonor Gonzalez de Manzanedo, fille de Ruy (Rodrigue) Gonzalez de Manzanedo, et de Bérengère Ponce de Mendoza, dont :
- Béatrice Manuel de Manzanedo (de Villena), épouse Ferdinand Martinez de Guevara.
- Luis Manuel de Montealegre (de Villena), seigneur de Montealegre (1333 Montealegre-1363 en Aragon), ép. Ne...., dont : Aldonza Manuel de Villena, épouse de Juan Alfonso de Chaves, fils de Nuno Garcia de Chaves et de Marina Alfonso de Orellana.

- - Henri (Enrique) Manuel de Villena y Castañeda (+ à la naissance ou très jeune).
- hors mariage (maîtresse), Catalina Aviles, dont :
  1. Guiomar Manuel de Villena, épouse, Juan Martinez de Leiva (y) Avellaneda, seigneur de la Maison de Leiva et de Banos (La Rioja-1342 Algeciras), Ricohombre de Castille; Gouverneur général (Adelantado Mayor) et Merino Mayor de Castille, fils de Juan Manuel de Laiva, seigneur de la maison de Leiva et de banos, et de Marquesa de Avellaneda (y Diez de Fuente Almejr). Il épouse 2°), Juana de Avellanedo Ochoa.
  2. Juana Manuel de Villena, épouse, Juan Gonzalez de Avendano (y de Moxica), fils de Fortun Garcia de Avendano.